# اندیس ماری بولاقی
ماری بولاقی یک اندیس فلزی است که در حوالی شهر هشت چین استان زنجان قرار دارد و مادهٔ معدنی موجود در آن، مس است.